# Guadalupe y Calvo
Guadalupe y Calvo è una municipalità dello stato di Chihuahua, nel Messico settentrionale, il cui capoluogo è la località omonima.
Conta 53.499 abitanti (2010) e ha una estensione di 9.629,05 km².
Il nome del paese è dedicato alla Vergine di Guadalupe e a José Joaquín Calvo, governatore dello stato.